# Germania (flyselskab)
 For alternative betydninger, se Germania (flertydig). (Se også artikler, som begynder med Germania)
Germania Fluggesellschaft mbH var et flyselskab fra Tyskland. Selskabet havde hub på Flughafen Berlin-Tegel og Flughafen Düsseldorf International. Hovedkontoret var placeret i Berlin.
Selskabet fløj i september 2013 rute- og charterflyvninger til omkring 30 destinationer i Europa og Mellemøsten. Flyflåden bestod af 17 fly med en gennemsnitsalder på 10.1 år. Heraf var der otte Airbus A319-100 og ni eksemplarer af Boeing 737-700.

## Historie
Selskabet blev etableret i 1978 i Köln under navnet Special Air Transport (SAT). Den første flyvning fandt sted 5. september 1978 med et Fokker F27 fly. I foråret 1986 blev hele selskabet reorganiseret, og fra den 1. juni samme år, skiftede man navn til det nuværende. I 1992 flyttede Germania fra Köln til Berlin, hvor hovedkontoret blev placeret tæt på Flughafen Berlin-Tegel.
I 2013 fragtede selskabet omkring 2.2 millioner passagerer, og havde cirka 600 medarbejdere. Germania gik konkurs i starten af februar 2019.